# زمین‌سنج نگارین
زمین‌سنج نگارین (نام علمی: Zythos turbata) نام یک گونه از تیره زمین‌سنجان است. این گونه در جنوب میانمار و بورنئو، سوماترا، جاوه، شبه‌جزیره مالزی و فیلیپین یافت می‌شود.